# Glashütte Schliersee

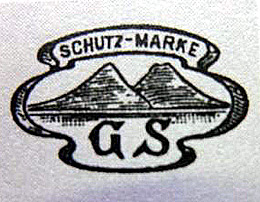
Schutzmarke der Glashütte Schliersee

Die Glashütte Schliersee bestand von 1867 bis 1914 im Ortsteil Breitenbach der Gemeinde Schliersee im Landkreis Miesbach in Oberbayern. Sie zählte zu den wichtigsten Produzenten von Jugendstilglas in Bayern.
Der Glashändler Ludwig Lobmeyr (1829–1917) brachte 1874 ein Buch über die Glasindustrie heraus. Für Schliersee gibt er an: „Firma J. Reinemann, gegründet 1867. 1 Ofen mit 7 Häfen für Hohlglas, direkte Holzfeuerung. 1 Ofen mit 8 Häfen für Tafelglas, Torfgasfeuerung nach System Siebert. Erzeugt ordinäres Weisshohlglas und Tafelglas. Glasmacher: 50, Raffineure (Veredler): 6. Mitglied des Bairischen und Schwäbischen Gauverbands im Verband der Glasindustriellen.“
Ihre Blüte erlebte die Schlierseer Glashütte nach dem Zusammenschluss mit der Regenhütte und der Glashütte Ludwigsthal bei Lindberg im Bayerischen Wald. Sie traten ab 1901 unter dem Namen Vereinigte bayerische Krystallglasfabriken AG auf. Die Schlierseer Hütte wurde zu dieser Zeit von Heinrich Mayer geleitet. Das bekannteste Produkt der Hütte in Schliersee waren die so genannten Schlierseer Vasen, meist sehr hohe irisierende Jugendstilvasen, welche unter dem Markennamen Aspasia im Handel bekannt wurden. Typische Motive waren unter anderem ein Mohnkapsel-Dekor im Stil von Sütterlin und ein Gloxinienmotiv. In Schliersee wurde auch nach Entwürfen des renommierten Münchner Künstlers Jean Beck produziert.
Nach dem Beginn des Ersten Weltkrieges im Jahre 1914 wurde die Schlierseer Glashütte geschlossen.